# 1970年の読売ジャイアンツ
1970年の読売ジャイアンツでは、1970年の読売ジャイアンツにおける動向をまとめる。
この年の読売ジャイアンツは、川上哲治監督の10年目のシーズンであり、V9の6年目のシーズンである。

## 概要
投手陣では5月18日の広島戦で渡辺秀武がノーヒットノーランを達成するなど自己最高の23勝を挙げて高橋一三・堀内恒夫と3本柱を形成するなど好調で、それ以外には3年目の山内新一がセットアッパーとして頭角を現しリリーフながら8勝をあげ、9月には倉田誠が台頭し、9月の12勝9敗のうち4勝を倉田が稼いだ。先発3本柱に加え山内・倉田の救援陣の活躍でチーム防御率は前年の3.31から2.46と大きく改善され、打撃陣では王貞治・長嶋茂雄が中心となって打ちまくりリーグ1位の131本塁打を記録するも、チーム打率が前年の.263から.240と低下した。開幕から大型連敗がなく（最多連敗は4連敗）、また5連勝以上を6回記録するなどチームは死角なしだったが、9月17日からの2週間で4連敗含め2勝6敗で足踏みする間に阪神が急接近。10月に13勝5敗と大きく勝ち越して何とか逃げ切り、10月22日の中日戦に勝って中日球場で6連覇を達成。対戦成績は阪神に12勝13敗1分、大洋には11勝14敗1分と負け越したものの、広島に貯金11、中日に貯金9、ヤクルトに貯金16をそれぞれ稼いだ。特にヤクルト戦には相性がよくホームで13連勝を記録したほか、7月7日から同一カード11連勝を記録した。日本シリーズでは常連の阪急に代わって濃人渉監督率いるロッテとの対戦となったが、ロッテの強力打線を封じ込めて4勝1敗で破り6年連続の日本一も達成した。

## チーム成績

### レギュラーシーズン
| 1 | 左 | 高田繁   |
| 2 | 二 | 土井正三 |
| 3 | 一 | 王貞治   |
| 4 | 三 | 長嶋茂雄 |
| 5 | 右 | 国松彰   |
| 6 | 遊 | 黒江透修 |
| 7 | 捕 | 森昌彦   |
| 8 | 投 | 高橋一三 |
| 9 | 中 | 柴田勲   |

| 順位 | 4月終了時 | 4月終了時 | 5月終了時 | 5月終了時 | 6月終了時 | 6月終了時 | 7月終了時 | 7月終了時 | 8月終了時 | 8月終了時 | 9月終了時 | 9月終了時 | 最終成績 | 最終成績 |
| ---- | --------- | --------- | --------- | --------- | --------- | --------- | --------- | --------- | --------- | --------- | --------- | --------- | -------- | -------- |
| 1位  | 巨人      | --        | 巨人      | --        | 巨人      | --        | 巨人      | --        | 巨人      | --        | 巨人      | --        | 巨人     | --       |
| 2位  | 広島      | 0.5       | 阪神      | 0.5       | 広島      | 5.5       | 大洋      | 5.5       | 阪神      | 3.5       | 阪神      | 3.0       | 阪神     | 2.0      |
| 3位  | 阪神      | 2.0       | 広島      | 2.0       | 大洋      | 6.0       | 阪神      | 6.0       | 大洋      | 6.0       | 大洋      | 4.5       | 大洋     | 10.0     |
| 4位  | ヤクルト  | 3.0       | 大洋      | 5.5       | 阪神      | 7.0       | 広島      | 8.0       | 広島      | 10.0      | 広島      | 10.5      | 広島     | 15.0     |
| 5位  | 中日      | 3.0       | 中日      | 6.5       | 中日      | 11.5      | 中日      | 16.5      | 中日      | 14.5      | 中日      | 19.0      | 中日     | 23.5     |
| 6位  | 大洋      | 3.5       | ヤクルト  | 9.5       | ヤクルト  | 15.0      | ヤクルト  | 21.0      | ヤクルト  | 29.0      | ヤクルト  | 35.0      | ヤクルト | 45.5     |

| 順位 | 球団             | 勝 | 敗 | 分 | 勝率 | 差   |
| 1位  | 読売ジャイアンツ | 79 | 47 | 4  | .627 | 優勝 |
| 2位  | 阪神タイガース   | 77 | 49 | 4  | .611 | 2.0  |
| 3位  | 大洋ホエールズ   | 69 | 57 | 4  | .548 | 10.0 |
| 4位  | 広島東洋カープ   | 62 | 60 | 8  | .508 | 15.0 |
| 5位  | 中日ドラゴンズ   | 55 | 70 | 5  | .440 | 23.5 |
| 6位  | ヤクルトアトムズ | 33 | 92 | 5  | .264 | 45.5 |

### 日本シリーズ
| 日付                                    | 試合   | ビジター球団（先攻） | スコア | ホーム球団（後攻） | 開催球場       |
| --------------------------------------- | ------ | -------------------- | ------ | ------------------ | -------------- |
| 10月27日（火）                          | 第1戦  | ロッテオリオンズ     | 0 - 1  | 読売ジャイアンツ   | 後楽園球場     |
| 10月28日（水）                          | 第2戦  | ロッテオリオンズ     | 3 - 6  | 読売ジャイアンツ   | 後楽園球場     |
| 10月29日（木）                          | 移動日 | 移動日               | 移動日 | 移動日             | 移動日         |
| 10月30日（金）                          | 第3戦  | 読売ジャイアンツ     | 5 - 3  | ロッテオリオンズ   | 東京スタジアム |
| 11月1日（日）                           | 第4戦  | 読売ジャイアンツ     | 5 - 6  | ロッテオリオンズ   | 東京スタジアム |
| 11月2日（月）                           | 第5戦  | 読売ジャイアンツ     | 6 - 2  | ロッテオリオンズ   | 東京スタジアム |
| 優勝：読売ジャイアンツ（6年連続14回目） |        |                      |        |                    |                |

## オールスターゲーム1970
- 選出選手及びスタッフ

| ポジション | 名前     | 選出回数 |
| ---------- | -------- | -------- |
| 監督       | 川上哲治 |          |
| 投手       | 堀内恒夫 | 4        |
| 投手       | 高橋一三 | 2        |
| 投手       | 渡辺秀武 | 初       |
| 捕手       | 森昌彦   | 11       |
| 一塁手     | 王貞治   | 11       |
| 三塁手     | 長嶋茂雄 | 13       |
| 外野手     | 高田繁   | 3        |
| 外野手     | 柴田勲   | 7        |

- 太字はファン投票による選出。

## できごと
- 4月2日：前年限りで現役を引退した金田正一の引退試合が後楽園球場で開催。対戦相手は金田がかつて所属していた「国鉄スワローズ」の後身・ヤクルトアトムズ。金田は6回にリリーフ登板した。

## 表彰選手
- 最優秀選手：王貞治（2年連続5度目）
- 首位打者：王貞治（.325、3年連続3度目）
- 本塁打王：王貞治（47本、9年連続9度目）
- 打点王：長嶋茂雄（105打点、3年連続5度目）
- 最多出塁数：王貞治（263個、4年連続4度目）
- ベストナイン：

王貞治（一塁手、9年連続9度目）
長嶋茂雄（三塁手、13年連続13度目）
高田繁（外野手、2年連続2度目）

## ドラフト
| 順位 | 選手名   | ポジション | 所属                   | 結果               |
| ---- | -------- | ---------- | ---------------------- | ------------------ |
| 1位  | 湯口敏彦 | 投手       | 岐阜短期大学付属岐阜高 | 入団               |
| 2位  | 大北敏博 | 投手       | 高松商業高             | 入団               |
| 3位  | 淡口憲治 | 外野手     | 三田学園高             | 入団               |
| 4位  | 樋沢良信 | 内野手     | 電電東北               | 入団               |
| 5位  | 森下敏秀 | 内野手     | 箕島高                 | 拒否・近畿大学進学 |
| 6位  | 高橋英二 | 内野手     | 仙台鉄道管理局         | 入団               |
| 7位  | 魚満芳   | 捕手       | 新湊高                 | 入団               |